# Herakles (radar)
L’Herakles est un radar multifonctionnel à antenne à balayage électronique passive conçu et produit par le groupe d’électronique et de défense français Thales. Il est installé à bord des frégates singapouriennes de la classe Formidable et des frégates multi-missions françaises.
Ce radar peut détecter et suivre jusqu’à 400 cibles maritimes et aériennes et est à même de procéder automatiquement à la détection, la confirmation et la poursuite d’une cible en une seule passe, en même temps que de fournir les coordonnées mises à jour de la cible à un éventuel missile Aster déjà en vol.
| |
| La frégate FREMM Alsace de la Marine nationale française sortant de la rade de Port-Louis. L'antenne Hérakles est la pyramide qui tourne en haut de la superstructure au-dessus de la passerelle. |

|                                                                      |
| La Frégate Provence dotée de l’Héraklès, au-dessus de la passerelle. |